# Micrasema jihmam
Micrasema jihmam är en nattsländeart som beskrevs av Schmid 1992. Micrasema jihmam ingår i släktet Micrasema och familjen bäcknattsländor. Inga underarter finns listade i Catalogue of Life.